# 김은수 (1991년)
김은수(1991년 12월 23일 ~ )는 대한민국의 배우이다.

## 학력
- 부산예술대학교 연극과

## 출연작

### 영화
- 2015년 영화 《유실물》
- 2017년 영화 《조선농민사전》
- 2017년 영화 《포크레인》 ... 시위대 학생 1 역
- 2023년 영화 《셔틀,최강의셔틀》 ... 종덕 역

### 드라마
- 2018년 tvN 월화 미니시리즈               《식샤를 합시다 3》 ... 알바생 역
- 2018년 Wavve 웹 드라마                   《독고 리와인드》
- 2018년 JTBC 금토 미니시리즈              《내 아이디는 강남미인》 ... 김성운 역
- 2018년 OCN 주말 미니시리즈               《플레이어》 ... 김 순경 역
- 2019년 SBS 금토 드라마                   《녹두꽃》 ... 나장 역
- 2019년 SBS 금요 드라마                   《힙합왕 - 나스나길》 ... 구석남 역
- 2019년 네이버 TV 웸 드라마               《인싸가 된 아싸짱》
- 2019년 KBS2 주말 드라마                  《사랑은 뷰티풀 인생은 원더풀》 ... 김보통 역
- 2019년 JTBC 화요 드라마                  《라이브온》 ... 신진국 역
- 2020년 KBS2 단막 드라마                  《KBS 드라마 스페셜 - 일의 기쁨과 슬픔》 ... 크리스 역
- 2020년 OCN 주말 미니시리즈  《경이로운 소문》 … 김웅민 역
- 2021년 KBS2 월화 미니시리즈              《오월의 청춘》 ... 이광규 역
- 2022년 MBC  금토 미니시리즈              《금수저》 ... 이동경 역
- 2023년 tvN 토일 미니시리즈 《경이로운 소문 2 : 카운터 펀치》 … 김웅민 역
- 2023년 MBC 금토 미니시리즈 《연인》 … 준절 역